# Dirichlet-Randbedingung
|  | Dieser Artikel wurde auf der Qualitätssicherungsseite des Portals Mathematik eingetragen. Dies geschieht, um die Qualität der Artikel aus dem Themengebiet Mathematik auf ein akzeptables Niveau zu bringen. Bitte hilf mit, die Mängel dieses Artikels zu beseitigen, und beteilige dich bitte an der Diskussion! (Artikel eintragen) |

Die Randbedingung erster Art ist ein Begriff aus der Mathematik und gehört zum Teilbereich der Theorie der Differentialgleichungen. Sie ist eine spezielle Randbedingung eines Randwertproblems, bei dem die Werte der gesuchten Funktion am Rand ihres Definitionsbereichs vorgegeben sind. Der Begriff findet sowohl bei gewöhnlichen als auch bei partiellen Differentialgleichungen Anwendung. Insbesondere im Bereich der partiellen Differentialgleichungen und dort in der Theorie der elliptischen Differentialgleichungen wird die Randbedingung erster Art auch Dirichlet-Randbedingung genannt. Der Name geht auf den Mathematiker Peter Gustav Lejeune Dirichlet zurück. Genauso geht auch der Name des Dirichlet-Problems – der Prototyp eines partiellen Randwertproblems mit Dirichlet-Randbedingung –  auf ihn zurück.
Im Unterschied dazu legt die Randbedingung zweiter Art – auch Neumann-Randbedingung genannt – fest, welchen Wert die Ableitung der gesuchten Funktion am Rand annimmt. Daneben gibt es weitere Randbedingungen wie die gemischte und die schiefe Randbedingung, die beide Ansätze miteinander kombinieren.

## Gewöhnliche Differentialgleichung

### Definition der Randbedingung erster Art
Im Falle einer gewöhnlichen Differentialgleichung wird der Definitionsbereich der Lösung in der Regel als ein abgeschlossenes Intervall festgelegt. Damit besteht der Rand aus den beiden Intervall-Endpunkten. Aufgrund der Struktur gewöhnlicher Differentialgleichungen sind Randbedingungen erster Art nur für Gleichungen zweiter oder höherer Ordnung sinnvoll. Ein Randwertproblem für eine Differentialgleichung zweiter Ordnung hat die Form:
{\displaystyle {\begin{cases}f(x,y(x),y'(x),y''(x))=0,\quad x\in (a,b)\\y(a)=\alpha ,\quad y(b)=\beta \end{cases}}}
Hierbei ist {\displaystyle f} eine vorgeschriebene Funktion, {\displaystyle \alpha } und {\displaystyle \beta } sind vorgegebene Zahlen für die Funktionswerte der Lösung an den Intervall-Endpunkten.

### Beispiel
Gegeben sei das Randwertproblem
{\displaystyle {\begin{cases}y''=-y\\y(0)=0,\quad y(\pi )=0\end{cases}}}
auf dem Intervall {\displaystyle [0,\pi ]}.
Mit der Theorie der linearen gewöhnlichen Differentialgleichungen mit konstanten Koeffizienten erhält man als klassische Lösung der Differentialgleichung:
{\displaystyle y(x)=C\cos x+D\sin x}
mit zwei frei wählbaren reellen Konstanten {\displaystyle C} und {\displaystyle D}. Mit den Randbedingungen können diese Konstanten fixiert werden. Dabei erhält man ein lineares Gleichungssystem in den Unbekannten {\displaystyle C} und {\displaystyle D}:
{\displaystyle C=0},
{\displaystyle -C=0}.
Bemerkenswerterweise ist dieses System nicht eindeutig lösbar, aber es ist für beliebiges reelles {\displaystyle D} eine Lösung gegeben durch
{\displaystyle y(x)=D\sin x}.

### Existenz und Eindeutigkeit
Der folgende Satz wird für homogene ({\displaystyle \alpha =\beta =0}) Daten formuliert. Dies ist jedoch keine Einschränkung, denn durch eine Transformation {\displaystyle {\tilde {u}}(x)=u(x)-r(x)} mit
{\displaystyle r(x)={\frac {(b-x)\alpha +(x-a)\beta }{b-a}}}
kann ein inhomogenes Problem stets in ein homogenes Problem überführt werden.
Gegeben sei das Randwertproblem
{\displaystyle {\begin{cases}-u''(x)=f(x,u(x),u'(x)),\quad x\in (a,b)\\u(a)=u(b)=0\end{cases}}}
Dabei sei {\displaystyle f\colon [a,b]\times \mathbb {R} ^{2}\to \mathbb {R} } eine stetige Funktion. Außerdem erfülle sie eine Lipschitz-Bedingung, das heißt, es gebe Zahlen {\displaystyle L,K>0}, so dass für alle {\displaystyle x\in [a,b]} und für alle {\displaystyle s,t,s',t'\in \mathbb {R} } die Ungleichung
{\displaystyle |f(x,s,s')-f(x,t,t')|\leq L|s-t|+K|s'-t'|}
erfüllt sei. Weiterhin gelte
{\displaystyle L{\frac {(b-a)^{2}}{8}}+K{\frac {b-a}{2}}<1.}
Sei {\displaystyle w} eine Lösung von
{\displaystyle w''(x)+Lw'(x)+Kw(x)=0,\quad x\in (a,b).}
Die Lösung {\displaystyle w} verschwinde für {\displaystyle x=a} und {\displaystyle \alpha (L,K)} sei die erste eindeutige Zahl, so dass {\displaystyle w'(x)=0} für {\displaystyle x=a+\alpha (L,K)}. Dann hat das zugrunde liegende Problem genau eine Lösung, falls
{\displaystyle b-a<2\alpha (L,K).}
Gilt hingegen {\displaystyle b-a\geq 2\alpha (L,K)}, so muss keine Lösung existieren oder sie muss nicht eindeutig sein. Weiterhin gilt
{\displaystyle \alpha (L,K)={\begin{cases}{\frac {2}{\sqrt {4K-L^{2}}}}\arccos {\frac {L}{2{\sqrt {K}}}},&4K-L^{2}>0\\{\frac {2}{L^{2}-4K}}\operatorname {arcosh} {\frac {L}{2{\sqrt {K}}}},&4K-L^{2}<0;L,K>0\\{\frac {2}{L}},&4K-L^{2}=0,L>0\\+\infty ,&{\text{sonst}}\end{cases}}}
Ist die rechte Seite {\displaystyle f} der Differentialgleichung jedoch nur stetig und beschränkt, dann garantiert der Satz von Scorza Dragoni die Existenz einer Lösung.

## Partielle Differentialgleichungen

### Definition der Dirichlet-Randbedingung
Bei einer partiellen Differentialgleichung ist die alleinige Angabe von Dirichlet-Randbedingungen nur für elliptische Gleichungen auf einem beschränkten Gebiet {\displaystyle \Omega \subset \mathbb {R} ^{n}} sinnvoll, da die anderen Typen auch Vorgaben der Anfangswerte benötigen. Dabei werden Dirichlet-Randbedingungen auf dem Rand des Gebietes {\displaystyle \partial \Omega } vorgeschrieben. Wir definieren hier das Dirichletproblem für quasilineare partielle Differentialgleichungen
{\displaystyle u\in C^{2}(\Omega )\cap C^{0}({\overline {\Omega }})}
{\displaystyle \sum _{i,j=1}^{n}a_{ij}(x,u,\nabla u){\frac {\partial ^{2}}{\partial x_{i}\partial x_{j}}}u=f(x,u,\nabla u)}
{\displaystyle u(x)=g(x),\qquad x\in \partial \Omega \,.}
Hierbei stellt die Funktion {\displaystyle g\colon \partial \Omega \rightarrow \mathbb {R} } die vorgeschriebenen Funktionswerte der Lösung auf dem Rand dar. Allein die Frage nach der Lösbarkeit eines solchen Problems ist komplex und ist teilweise noch ungelöst.

### Beispiel
Wir betrachten in diesem Beispiel auf dem Gebiet {\displaystyle \Omega =(0,\pi )^{n}=\{x=(x_{1},\dots ,x_{n})\in \mathbb {R} ^{n}\,:\,0<x_{i}<\pi ,\quad i=1,\dots ,n\},} das folgende Randwertproblem:
{\displaystyle u\in C^{2}(\Omega )\cap C^{0}({\overline {\Omega }})}
{\displaystyle \Delta u(x)=-nu(x),\qquad x\in \Omega }
{\displaystyle u(x)=0,\qquad \qquad \quad \;x\in \partial \Omega .}
Hierbei bezeichnet {\displaystyle \Delta } den Laplace-Operator. Zunächst stellen wir fest, dass {\displaystyle u\equiv 0} eine Lösung des Problems ist. Wir wollen noch weitere Lösungen finden. Wir nehmen nun {\displaystyle u(x)\neq 0} für {\displaystyle x\in \Omega } an und machen den folgenden Produktansatz
{\displaystyle u(x)=v_{1}(x_{1})\cdot \dots \cdot v_{n}(x_{n})=\prod _{k=1}^{n}v_{k}(x_{k}).}
Für die Funktionen {\displaystyle v_{k}} leiten wir gewöhnliche Differentialgleichungen mit entsprechenden Dirichlet-Randbedingungen her. Es folgt
{\displaystyle {\begin{aligned}\Delta u&=\left({\frac {\partial ^{2}}{\partial x_{1}^{2}}}+\dots +{\frac {\partial ^{2}}{\partial x_{n}^{2}}}\right)u(x)\\&=v_{1}''(x_{1})v_{2}(x_{2})\cdot \dots \cdot v_{n}(x_{n})+\dots +v_{1}(x_{1})\cdot \dots \cdot v_{n-1}(x_{n-1})v_{n}''(x_{n})\\&=u(x)\sum _{k=1}^{n}{\frac {v_{k}''(x_{k})}{v_{k}(x_{k})}}.\end{aligned}}}
Wenn nun die {\displaystyle v_{k}} dem Randwertproblem
{\displaystyle v_{k}\in C^{2}(0,\pi )\cap C^{0}[0,\pi ]}
{\displaystyle v_{k}''\,=\,-v_{k}}
{\displaystyle v_{k}(0)=0,\quad v_{k}(\pi )=0}
genügen, dann ist die oben definierte Funktion {\displaystyle u} eine Lösung des Dirichlet-Randwertproblems für die partielle Differentialgleichung. Mit dem Beispiel für gewöhnliche Differentialgleichungen erhalten wir
{\displaystyle v_{k}(x)\,=\,D_{k}\sin(x_{k})}
und somit
{\displaystyle u(x)=D\prod _{k=1}^{n}\sin(x_{k})}
als Lösung unseres Problems partieller Differentialgleichungen zu Dirichlet-Randbedingungen. Offen bleibt die Frage, ob es noch weitere Lösungen gibt.